# Carral (Galicien)
Carral ist eine spanische Gemeinde in der Autonomen Gemeinschaft Galicien. Carral ist auch eine Stadt und eine Parroquia. Der Verwaltungssitz der Gemeinde ist Paleo. Die 6.775 Einwohner (Stand: 2024), leben auf einer Fläche von 48,03 km², 22 km von der Provinzhauptstadt A Coruña entfernt.

## Gemeindegliederung
Die Gemeinde Cabanas ist in acht Parroquias gegliedert:
| Parroquias | Patrozinium  | Einwohner 2024 | Fläche km² | Dichte Einw./km² | Höhe msnm | Ortskennzahl |
| ---------- | ------------ | -------------- | ---------- | ---------------- | --------- | ------------ |
| Beira      | Santa Mariña | 471            | 9,85       | 48               | 254       | 15021070000  |
| Cañás      | Santa Baia   | 420            | 3,14       | 134              | 120       | 15021010000  |
| Paleo      | Santo Estevo | 3.694          | 8,86       | 417              | 218       | 15021020000  |
| Quembre    | San Pedro    | 309            | 5,06       | 61               | 146       | 15021030000  |
| Sergude    | San Xián     | 152            | 1,57       | 97               | 125       | 15021040000  |
| Sumio      | Santiago     | 357            | 9,66       | 37               | 244       | 15021050000  |
| Tabeaio    | San Martiño  | 820            | 4,86       | 169              | 186       | 15021060000  |
| Vigo       | San Vicente  | 477            | 5,02       | 95               | 157       | 15021080000  |

## Wirtschaft
| Ackerbau, Viehzucht und Fischerei                                                  | 0129  | 04,13  |
| Industrie                                                                          | 0582  | 018,64 |
| Bauwirtschaft                                                                      | 0338  | 010,83 |
| Dienstleistungsbetriebe                                                            | 2.073 | 066,40 |
| Total                                                                              | 3.122 | 100,00 |
| * Daten aus dem Statistischen Amt für Wirtschaftliche Entwicklung in Galicien, IGE |       |        |